# FC Dinamo București în sezonul 1951
Sezonul 1951 este al treilea sezon pentru FC Dinamo București în Divizia A. 
Dinamo a fost în premieră în lupta pentru titlu, încheind campionatul pe locul 2, cu 32 de puncte, la egalitate cu CCA, campioana din acest sezon. Diferența s-a făcut la golaveraj, avantajul de partea echipei armatei fiind de doar un gol. Constantin Popescu s-a clasat pe locul al treilea în clasamentul golgheterilor, cu 11 goluri marcate.
La 13 octombrie 1951 a fost inaugurat Parcul Sportiv Dinamo.

## Rezultate
| Divizia A | Divizia A          | Divizia A              | Divizia A | Divizia A |
| Etapa     | Data               | Adversar               | Stadion   | Rezultat  |
| --------- | ------------------ | ---------------------- | --------- | --------- |
| 1         | 25 martie 1951     | Dinamo Orașul Stalin   | deplasare | 1-0       |
| 2         | 31 martie 1951     | Locomotiva București   | deplasare | 3-2       |
| 3         | 8 aprilie 1951     | Știința Timișoara      | acasă     | 4-1       |
| 4         | 15 aprilie 1951    | Flamura Roșie Arad     | deplasare | 2-2       |
| 5         | 22 aprilie 1951    | Flacăra București      | acasă     | 1-0       |
| 6         | 6 mai 1951         | CCA București          | deplasare | 1-2       |
| 7         | 27 mai 1951        | Progresul ICO Oradea   | acasă     | 1-2       |
| 8         | 3 iunie 1951       | Locomotiva Timișoara   | deplasare | 0-0       |
| 9         | 10 iunie 1951      | Flacăra Petroșani      | acasă     | 4-0       |
| 10        | 17 iunie 1951      | Locomotiva Târgu Mureș | deplasare | 3-2       |
| 11        | 24 iunie 1951      | Știința Cluj           | acasă     | 3-3       |
| 12        | 25 august 1951     | Dinamo Orașul Stalin   | acasă     | 5-2       |
| 13        | 1 septembrie 1951  | Locomotiva București   | acasă     | 5-1       |
| 14        | 9 septembrie 1951  | Știința Timișoara      | deplasare | 2-0       |
| 15        | 16 septembrie 1951 | Flamura Roșie Arad     | acasă     | 1-3       |
| 16        | 20 septembrie 1951 | Flacăra București      | deplasare | 4-2       |
| 17        | 1 octombrie 1951   | CCA București          | acasă     | 6-2       |
| 18        | 7 octombrie 1951   | Progresul ICO Oradea   | deplasare | 0-3       |
| 19        | 14 octombrie 1951  | Locomotiva Timișoara   | acasă     | 1-0       |
| 20        | 21 octombrie 1951  | Flacăra Petroșani      | deplasare | 0-0       |
| 21        | 28 octombrie 1951  | Locomotiva Târgu Mureș | acasă     | 3-1       |
| 22        | 4 noiembrie 1951   | Știința Cluj           | deplasare | 2-1       |

| Cupa României | Cupa României | Cupa României            | Cupa României | Cupa României |
| Etapa         | Data          | Adversar                 | Stadion       | Rezultat      |
| ------------- | ------------- | ------------------------ | ------------- | ------------- |
| șaisprezecimi | 27 iunie 1951 | Locomotiva PCA Constanța | deplasare     | 2-1           |
| optimi        | 4 iulie 1951  | Flacăra București        | deplasare     | 2-3           |

| Legendă    |
| ---------- |
| victorie   |
| egal       |
| înfrângere |

## Echipa
Formația standard: Iosif Fuleiter - Florian Ambru, Caius Novac - Constantin Marinescu, Gheorghe Băcuț, Valeriu Călinoiu (Viliam Florescu) - Iosif Szoke, Carol Bartha, Ion Suru, Nicolae Dumitru, Constantin Popescu (Alexandru Ene).

### Transferuri
Dinamo face o remaniere a lotului, mai ales în urma promovării lui Dinamo Orașul Stalin în prima divizie, trimițând șapte jucători la echipa din actualul Brașov, între care Titus Ozon, Nicolae Voinescu sau Marin Apostol. În schimb, la Dinamo au fost transferați Ion Suru (Locomotiva București), Iosif Szoke (Progresul ICO Oradea), Valeriu Călinoiu (Flacăra București), Alexandru Ene (Metalul București) și Iosif Fuleiter (Știința Cluj).